# Llano Perdido
Llano Perdido är en ort i Mexiko.   Den ligger i kommunen Cochoapa el Grande och delstaten Guerrero, i den sydöstra delen av landet, 280 km söder om huvudstaden Mexico City. Llano Perdido ligger 767 meter över havet och antalet invånare är 457.
Terrängen runt Llano Perdido är huvudsakligen kuperad, men söderut är den bergig. Runt Llano Perdido är det ganska glesbefolkat, med 24 invånare per kvadratkilometer. Närmaste större samhälle är Terrero Venado, 18,5 km öster om Llano Perdido. I omgivningarna runt Llano Perdido växer huvudsakligen savannskog.